# London River (actriz)
London River (Nebraska; 7 de junio de 1985) es una actriz pornográfica y modelo erótica y BDSM estadounidense.

## Biografía
Nació y creció en el estado de Nebraska, donde su familia regentaba una granja. Compatibilizaba la ayuda en la explotación familiar, con trabajos como vendedora y bailarina erótica y sus estudios de Sociología y Estudios de Género en la Universidad de Nebraska-Lincoln. Posteriormente vivió en Costa Rica, donde trabajó cinco años como profesora de inglés en una escuela.
Debutó como actriz pornográfica en la industria en septiembre de 2015, a los 30 años, para los estudios Kink.com, especializándose en sus primeras producciones en temática fetiche y BDSM. Al igual que otras tantas actrices que comenzaron con más de treinta años en la industria, por su físico, edad y atributos fue etiquetada como una actriz MILF.
Como actriz, ha trabajado para productoras como Girlfriends Films, Zero Tolerance, Diabolic, Sweetheart Video, Evil Angel, Girlsway, Archangel, Pure Taboo, Reality Kings, Hard X, 3rd Degree, Devil's Film, Elegant Angel o Naughty America, entre otras.
En 2018 grabó para Evil Angel sus primeras escenas de doble penetración y doble anal en la película Oil Slick.
En 2020 recibió sus primeras nominaciones en el circuito profesional de la industria, en los Premios AVN a la Artista MILF / Cougar del año y a la Mejor escena escandalosa de sexo por Ungrateful Goth Teen Fucked Into Line by Step-Parents, y en los Premios XBIZ a la Mejor escena de sexo en realidad virtual por Rolling in the Hay.
Ha rodado más de 660 películas como actriz.
Algunos trabajos suyos son Anal Craving MILFs 5, Ass Fucked MILFs 2, Consent, Fit Chick Clique, I Love My Mom's Big Tits 6, MILF Private Fantasies 3, Perv City's Anal Creampies 2, Prime MILF 6 o Swallowed 32.

## Premios y nominaciones
| Año  | Ceremonia           | Resultado | Premio                                   | Trabajo                                               |
| ---- | ------------------- | --------- | ---------------------------------------- | ----------------------------------------------------- |
| 2020 | Premios AVN         | Nominada  | Artista MILF / Cougar del año            | —                                                     |
| 2020 | Premios AVN         | Nominada  | Mejor escena escandalosa de sexo         | Ungrateful Goth Teen Fucked Into Line by Step-Parents |
| 2020 | Premios XBIZ        | Nominada  | Mejor escena de sexo en realidad virtual | Rolling in the Hay                                    |
| 2020 | Premios XBIZ Europa | Nominada  | Mejor escena de sexo gonzo               | London River: Princess Gets A New Daddy!              |
| 2021 | Premios AVN         | Nominada  | Artista MILF/Cougar del año              | —                                                     |
| 2021 | Premios AVN         | Nominada  | Mejor actuación no sexual                | The Path to Forgiveness                               |
| 2021 | Premios AVN         | Nominada  | Mejor escena de gangbang                 | London’s Stripper Fantasy GangBang                    |
| 2021 | Premios AVN         | Nominada  | Mejor escena de sexo en grupo            | Sex-a-Holics Orgy                                     |
| 2021 | Premios XBIZ        | Nominada  | Artista MILF del año                     | —                                                     |
| 2021 | Premios XBIZ        | Nominada  | Mejor escena de sexo en realidad virtual | Wedding Orgy 2                                        |
| 2022 | Premios AVN         | Nominada  | Artista MILF / Cougar del año            | —                                                     |
| 2022 | Premios XBIZ        | Nominada  | Artista MILF del año                     | —                                                     |
| 2023 | Premios AVN         | Nominada  | Artista MILF / Cougar del año            | —                                                     |
| 2023 | Premios AVN         | Nominada  | Mejor escena escandalosa de sexo         | Jane + London: Schoolgirl Detention!                  |
| 2023 | Premios XBIZ        | Nominada  | Artista MILF del año                     | —                                                     |
| 2024 | Premios AVN         | Nominada  | Artista MILF / Cougar del año            | —                                                     |
| 2024 | Premios AVN         | Nominada  | Mejor escena escandalosa de sexo         | London River: The Interrogation                       |
| 2024 | Premios XBIZ        | Nominada  | Artista MILF del año                     | —                                                     |
| 2025 | Premios XMA         | Nominada  | Artista MILF del año                     | —                                                     |